# گاگیک یگانیان
گاگیک یگانیان (ارمنی: Գագիկ Կիմի Եգանյան؛ زادهٔ ۲ ژوئن ۱۹۵۶) سیاست‌مدار اهل ارمنستان که از ۱۹۹۸ تا ۱۹۹۹ در کابینه روبرت کوچاریان به عنوان وزیر کار و تأمین اجتماعی ارمنستان خدمت نمود.